# Lorenzo Balestro
Lorenzo Balestro (Verona, 23 giugno 1954) è un allenatore di calcio ed ex calciatore italiano, di ruolo libero, ex coordinatore dell'area tecnica del ChievoVerona.

## Carriera

### Giocatore

#### Club

##### 1973-1980: Juventus, Reggina e Bari
Cresciuto prima nelle giovanili dello Speme e in seguito per tre anni in quelle della Juventus, Balestro viene portato in prima squadra nelle file della società piemontese nel 1973-1974, anno in cui Balestro non riesce ad esordire in Serie A. Nell'ottobre del 1974 viene ceduto dalla squadra torinese alla Reggina, squadra che milita in Serie C. Balestro riesce a trovare un posto da titolare nella difesa dei calabresi e a fine torneo colleziona 30 presenze, con la Reggina che raggiunge il sesto posto in classifica. Nella stagione 1975-1976 il libero degli amaranto viene impiegato con minore frequenza: a fine stagione totalizza 17 gettoni. Nel campionato 1976-1977 gioca otto incontri di Serie C, con la squadra di Reggio Calabria che raggiunge i vertici del girone C.
Nel 1977 si trasferisce dalla Reggina al Bari, squadra che ha appena vinto il terzo girone della Serie C, quello comprendente la Reggina; così facendo Balestro rimane nel Mezzogiorno. Nella prima stagione in Serie B viene impiegato con frequenza arrivando a totalizzare 21 incontri di campionato. I galletti concludono il campionato al tredicesimo posto, a pochi punti dalla zona retrocessione. Nel suo secondo anno nella serie cadetta, Balestro sfiora la retrocessione con i pugliesi che trovano la salvezza per due punti ai danni dei rivali del Foggia. Nella stagione 1979-80 il Bari raggiunge la salvezza matematica con due giornate d'anticipo. Questa è l'ultima stagione per Balestro a Bari.

##### 1980-1988: Paganese, Casale, Derthona e Chievo Verona
Nel 1980 si trasferisce alla Paganese, ritornando dopo tre anni in Serie C. Essendo la squadra di Pagani (Campania) Balestro ritrova la sua ex squadra, la Reggina; a torneo concluso la Paganese è settima. Nel 1981 ritorna in una squadra piemontese, il Casale neo-retrocesso in Serie C2. Dopo 34 giornate il Casale riesce a salvarsi per un solo punto dalla retrocessione in quarta divisione. Balestro decide nuovamente di cambiare, rimanendo un altro anno in Piemonte: infatti si accasa al Derthona. Nel primo anno con i bianconeri chiude il campionato ai vertici della graduatoria. Nella stagione 1983-1984 la squadra di Tortona finisce a centro classifica. Il campionato 1984-1985 vede il Derthona lottare per la vittoria del torneo ma la squadra si arrende a Siena, Prato e ai cugini dell'Alessandria.
Balestro scende nuovamente di categoria , in serie D, andando a giocare nella sua città natale, per il Chievo Verona. I clivensi dopo 30 partite vincono il torneo davanti alle altre quindici squadre del girone C. Nelle successive stagioni in C2, 1986-1987 e 1987-1988 il Chievo Verona raggiunge due volte il quarto posto non riuscendo ad ottenere la promozione in Serie C1. In quest'ultima stagione Balestro gioca 23 partite senza realizzare marcature.
In carriera conta in tutto 204 presenze e 2 reti.

#### Allenatore
Dopo tre anni dal suo ritiro da calciatore, gli viene affidato l'incarico di allenare i Berretti del Ravenna per la stagione 1990-1991. Nella stagione 1991-1992 viene richiamato a Verona per allenare gli Allievi del ChievoVerona. Nel 1992 passa dagli Allievi nuovamente ai Berretti che lascia dopo la stagione 1993-1994. Nella stagione 1994-1995 gli viene dato l'incarico di allenare la squadra Primavera dei clivensi. Nella stagione 1996-1997 ritorna ad allenare gli Allievi dei gialloblu.
Il 26 gennaio 1998 Balestro viene chiamato a sostituire lo squalificato Silvio Baldini, esordendo in Serie B da allenatore. Balestro schiera un inedito 3-4-3 e vince la sfida in rimonta sul Cagliari per 2-1. Il 15 dicembre 1998, dopo 12 punti in 14 partite di campionato, l'allenatore del Chievo Verona Domenico Caso viene esonerato, con Balestro che diviene il nuovo allenatore dei gialloblu. Il primo impegno di Balestro è il Derby di Verona: l'Hellas è al momento la capolista in Serie B, e la squadra riesce a portare a casa un pari a reti bianche. A causa di alcuni problemi con il patentino di prima categoria, dopo due partite Balestro è affiancato da Luciano Miani. Da dicembre il Chievo Verona ottiene dodici punti in sei partite. La prima sconfitta per Balestro arriva alla ventiduesima giornata contro il Cosenza per 3-0. Nelle restanti giornate il Chievo di Balestro raccoglie 23 punti (vincendo anche il derby contro il Verona per 2-0 e battendo 3-0 la Reggina, sua ex squadra da calciatore) e si salva con due giornate d'anticipo dalla retrocessione.
Nella stagione 1999-2000 il duo Balestro-Miani viene confermato. La prima parte di stagione è altalenante: il Chievo raccoglie 26 punti nella prima parte di stagione, mentre nella seconda la squadra subisce un calo ottenendo 19 punti dopo altre 19 giornate, assicurandosi così la salvezza.
Per la stagione successiva Balestro e Miani vengono sostituiti da Luigi Delneri, che porta il Chievo in Serie A proprio nel torneo 2000-2001.
Dal 2001 al 2019 ha lavorato nell'area tecnica del Chievo Verona, prima come osservatore e poi come coordinatore dei clivensi.

## Palmarès

### Giocatore

#### Competizioni giovanili
- Campionato Primavera: 1

Juventus: 1971-1972

#### Competizioni nazionali
- Campionato Interregionale: 1

Chievo: 1985-1986